# Gletschertisch

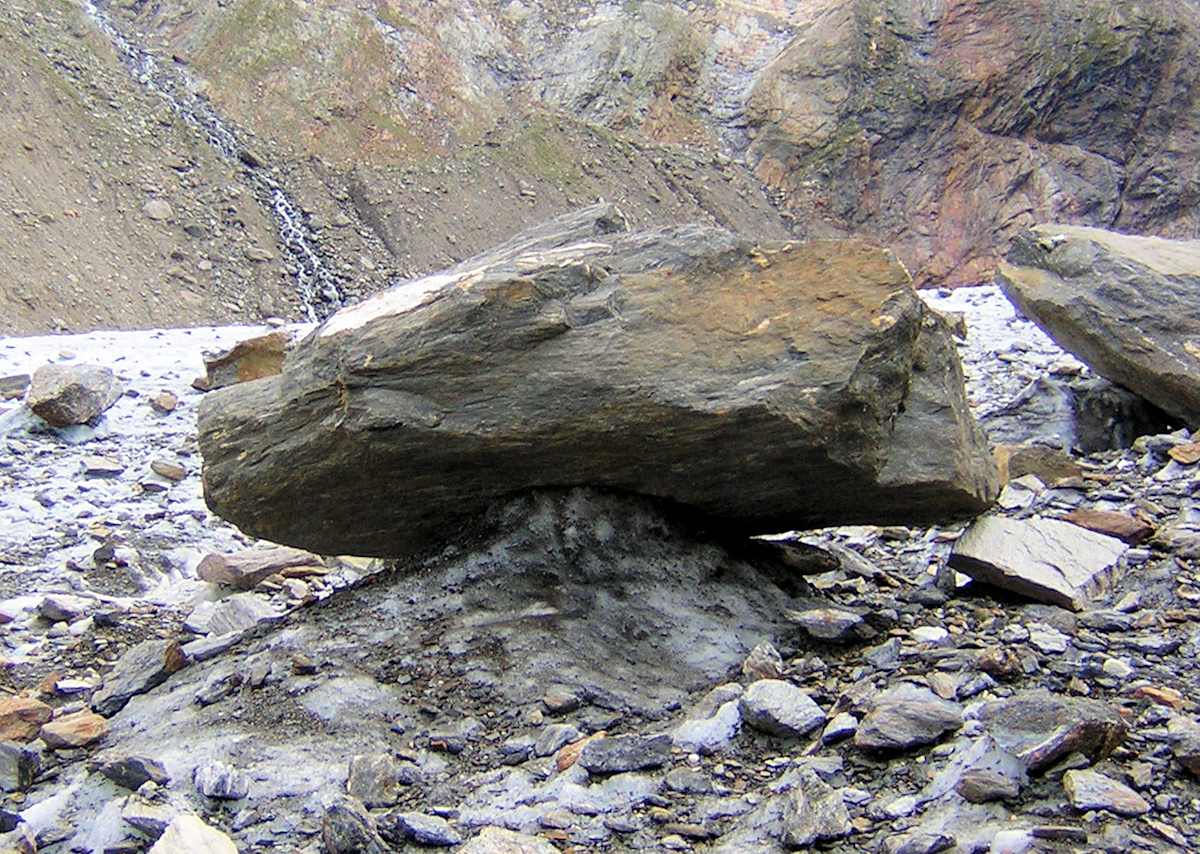
Gletschertisch auf dem Gaisbergferner (Ötztal, Österreich)

Soldaten klettern auf einen Gletschertisch (Schweiz, ca. 1915)

Beim Abschmelzen eines Gletschers kann es vorkommen, dass unter einem (meist größeren und flachen) Stein das Gletschereis, vor der Sonne geschützt, einige Zeit länger gefroren bleibt und so die Steinplatte in der Form eines Tisches über der restlichen Gletscheroberfläche liegen bleibt. 
So entsteht ein Eishügel, der obenauf einen Stein trägt und als Gletschertisch einige Zeit überdauert, bis durch die Gewichtskraft oder andere äußere Einflüsse das Eis schließlich doch an einer Stelle schmilzt und der Tisch zusammenbricht.
Einen Stein, der den Unterbau schützt, haben auch Feenkamine aus Stein.  